# スーパーシマダヤ
スーパーシマダヤは、東京都にあるスーパーマーケット。運営会社は株式会社島田屋である。

## 概要
1958年に創立。CGCグループ加盟。グループ会社に栄光水産（豊洲市場）がある。

## 店舗
- 光が丘店[3]
- 日本堤店[4][5]
- 大塚店[6]
- 三ノ輪店（業務スーパーFC店）[7]
- 金町店（業務スーパーFC店）[8]
- 行徳店（業務スーパーFC店）[9]